# Малдегем
Малдегем (на нидерландски: Maldegem) е селище в Северна Белгия, окръг Екло на провинция Източна Фландрия. Населението му е около 22 300 души (2006).

## Побратимени градове
- Адрия, Италия